# Дружное (Ореховский район)
Дружное (укр. Дружне) — село,
Новоивановский сельский совет,
Ореховский район,
Запорожская область,
Украина.
Код КОАТУУ — 2323985002. Население по переписи 2001 года составляло 22 человека.

## Географическое положение
Село Дружное находится на расстоянии в 2,5 км от села Дудниково и в 3-х км от посёлка Калиновка.

## История
- Основано как село Егоровка.